# Kiskunlacháza
Kiskunlacháza is een stad (város) en gemeente in het Hongaarse comitaat Pest. Kiskunlacháza telt 9.245 inwoners (2021). De stad ontving in 2021 haar stadsrechten, daarvoor was het een Nagyközség (grote plaats).

## Geboren in Kiskunlacháza
- Blanka Vas (2001), wielrenster, mountainbikester en veldrijdster